# (29725) Mikewest
(29725) Mikewest est un astéroïde de la ceinture principale.

## Description
(29725) Mikewest est un astéroïde de la ceinture principale. Il fut découvert le 15 janvier 1999 à Caussols par le relevé ODAS. Il présente une orbite caractérisée par un demi-grand axe de 3,07 UA, une excentricité de 0,10 et une inclinaison de 2,4° par rapport à l'écliptique.